# Élections municipales de 1965 à Marseille
Pour un article plus général, voir Élections municipales françaises de 1965.
Des élections municipales ont lieu à Marseille les 14 et 21 mars 1965.
Gaston Defferre, maire de Marseille depuis 1953, est réélu pour un troisième mandat à la tête d'une majorité qui allie socialistes, radicaux et droite non-gaulliste face à Daniel Matalon, candidat de l'« Union des forces démocratiques » qui regroupe des dissidents de la SFIO et le PCF, et Joseph Comiti, gaulliste.
C'est lors de cette élection que Jean-Claude Gaudin — maire LR de 1995 à 2020 — est élu pour la première fois au conseil municipal, sur la liste de Gaston Defferre.

## Mode de scrutin
En 1965, les conseillers municipaux au scrutin de liste majoritaire dans le cadre de huit secteurs : la liste gagnante remporte la totalité des sièges du secteur. Pour l'emporter, une liste doit recueillir la majorité absolue des suffrages exprimés au premier tour ou la majorité relative au second.
| Secteur     | I  | II | III | IV | V | VI | VII | VIII | Total |
| ----------- | -- | -- | --- | -- | - | -- | --- | ---- | ----- |
| Conseillers | 10 | 8  | 9   | 9  | 7 | 6  | 7   | 7    | 63    |

## Candidats

### Gaston Defferre
Gaston Defferre est maire de Marseille depuis 1953, à la tête d'une coalition qui regroupe tous les partis sauf le Parti communiste qui est reconduite en 1959. Il se représente en 1965 alors qu'il tente en même temps d'obtenir l'investiture de la SFIO pour l'élection présidentielle avec un programme d'ouverture au centre.
Toutefois, sa majorité se fissure avant les élections : une partie des socialistes décide de s'allier au PCF alors que certains élus de droite de la majorité rallie le candidat de l'UNR. Les listes de Gaston Defferre, « Défense et expansion de Marseille », comptent finalement des candidats de la SFIO et des modérés, des radicaux et des MRP,.
| Secteur       | Tête de liste         | Parti | Parti | Commentaire |
| ------------- | --------------------- | ----- | ----- | ----------- |
| Ier (1/4)     | Jacques Rastoin       |       | CNI   |             |
| IIe (2/3)     | Jean-François Guérini |       | SFIO  |             |
| IIIe (6/7)    | Gaston Defferre       |       | SFIO  |             |
| IVe (8/9)     | Étienne Girbal        |       | CNI   |             |
| Ve (5/10)     | Irma Rapuzzi          |       | SFIO  |             |
| VIe (11/12)   | Francis Leenhardt     |       | SFIO  |             |
| VIIe (13/14)  | Jean Masse            |       | SFIO  |             |
| VIIIe (15/16) | Edmond Decomis        |       | SFIO  |             |

### Daniel Matalon
Une minorité de la SFIO, conduite par Daniel Matalon et Marius Massias, refuse l'alliance à droite de Gaston Defferre. Ils ne peuvent le mettre en minorité au sein du parti mais décide toutefois de s'allier au PCF. Des listes d'« Union des forces démocratiques » sont constituées, avec des socialistes, des communistes et des « hommes de gauche ». Elles sont conduites par Daniel Matalon, candidat à la mairie.
| Secteur       | Tête de liste        | Parti | Parti | Commentaire |
| ------------- | -------------------- | ----- | ----- | ----------- |
| Ier (1/4)     | Edmond Briole        |       | SFIO  |             |
| IIe (2/3)     | Paul Cermolacce      |       | PCF   |             |
| IIIe (6/7)    | Jean Blanc du Collet |       | SFIO  |             |
| IVe (8/9)     | Daniel Matalon       |       | SFIO  |             |
| Ve (5/10)     | Marius Massias       |       | SFIO  |             |
| VIe (11/12)   | Roger Giana          |       | PCF   |             |
| VIIe (13/14)  | Lucien Molino        |       | PCF   |             |
| VIIIe (15/16) | François Billoux     |       | PCF   |             |

### Joseph Comiti
Le parti gaulliste UNR tente depuis le début des années 1960 de concurrencer Gaston Defferre à Marseille, sans toutefois y parvenir. Son candidat, Joseph Comiti, rassemble sur les listes « Rénovation pour Marseille » des gaullistes, des indépendants et quelques anciens socialistes.
| Secteur       | Tête de liste              | Parti | Parti | Commentaire |
| ------------- | -------------------------- | ----- | ----- | ----------- |
| Ier (1/4)     | Charles Colonna d'Anfriani |       | RI    |             |
| IIe (2/3)     | Félicien Grimaldi          |       | RI    |             |
| IIIe (6/7)    | Joseph Comiti              |       | UNR   |             |
| IVe (8/9)     | Francis Ripert             |       | RI    |             |
| Ve (5/10)     | Pierre Marquand-Gairard    |       | UNR   |             |
| VIe (11/12)   | Henri Birri                |       | UNR   |             |
| VIIe (13/14)  | Fernand Trompette          |       | CNI   |             |
| VIIIe (15/16) | Maurice Régnier            |       | UNR   |             |

### Autres listes
Une liste gaulliste dissidente se présente dans le Ve secteur et le Dr Luccioni mène une liste d'extrême droite proche des thèmes de l'« Algérie française ».

## Résultats
| Tête de liste  | Tête de liste         | Partis                | Premier tour | Premier tour | Second tour | Second tour | Sièges | Sièges |
| Tête de liste  | Tête de liste         | Partis                | #            | %            | #           | %           | #      | %      |
| -------------- | --------------------- | --------------------- | ------------ | ------------ | ----------- | ----------- | ------ | ------ |
|                | Daniel Matalon        | SFIO diss.-PCF        | 101 027      | 36,52 %      | 98 170      | 38,39 %     | 22     | 34,9 % |
|                | Gaston Defferre       | SFIO-Rad.-MRP-CNI     | 100 926      | 36,48 %      | 119 457     | 46,71 %     | 41     | 65,1 % |
|                | Joseph Comiti         | UNR-RI-CNI diss.      | 50 359       | 18,20 %      | 34 349      | 13,43 %     |        |        |
|                | Luccioni              | EXD                   | 22 008       | 7,95 %       | 3 750       | 1,47 %      |        |        |
|                | Gaullistes dissidents | Gaullistes dissidents | 2 316        | 0,84 %       |             |             |        |        |
| Inscrits       | Inscrits              | Inscrits              |              | 100 %        |             | 100 %       | 63     | 100 %  |
| Abstention     |                       |                       |              |              |             |             |        |        |
| Votants        |                       |                       |              |              |             |             |        |        |
| Blancs et nuls |                       |                       |              |              |             |             |        |        |
| Exprimés       | Exprimés              | Exprimés              | 276 636      |              | 255 726     |             |        |        |

Au premier tour, les listes de Gaston Defferre et de Daniel Matalon sont au coude à coude, la liste soutenue par ce dernier parvenant même à gagner au premier tour le VIIIe secteur, bastion communiste. Les listes de l'UNR réalisent un meilleur score que lors des précédentes élections mais ne sont en mesure de gagner dans aucun secteur. Malgré l'appel national de l'UNR au barrage anti-communiste, Joseph Comiti maintient ses listes au second tour alors que les listes Luccioni ne se maintiennent que dans le Ier secteur.
Dans l'entre-deux-tours, Gaston Defferre fait campagne à droite, contre le PCF. Il parvient finalement à l'emporter dans quatre secteurs, ce qui lui permet de disposer d'une majorité de 41 sièges sur 63 au conseil municipal.

## Résultats par secteur

### Iersecteur (1eret4earrondissements)
|          | Jacques Rastoin            | Union pour Marseille CNI-SFIO-MRP-PRRRS           | 16 353 | 37,34 %  | 20 691 | 46,07 %  |  |  |
|          | Edmond Briole              | Union des forces démocratiques SFIO dissident-PCF | 12 037 | 27,49 %  | 13 659 | 30,41 %  |  |  |
|          | Charles Colonna d'Anfriani | Rénovation municipale RI-UNR-UDT-CNI dissident    | 9 090  | 20,76 %  | 7 644  | 17,02 %  |  |  |
|          | François Luccioni          | Rassemblement démocratique et national            | 6 311  | 14,41 %  | 2 921  | 6,50 %   |  |  |
|          |                            |                                                   |        |          |        |          |  |  |
| Inscrits | Inscrits                   | Inscrits                                          | 70 208 | 100,00 % | 70 213 | 100,00 % |  |  |
| Votants  | Votants                    | Votants                                           | 44 931 | 64,00 %  | 45 652 | 65,02 %  |  |  |
| Exprimés | Exprimés                   | Exprimés                                          | 43 791 | 62,37 %  | 44 915 | 63,97 %  |  |  |

### IIesecteur (2eet3earrondissements)
|          | Paul Cermolacce       | Union des forces démocratiques PCF-SFIO dissident | 16 271 | 44,62 %  | 18 064 | 47,07 %  |  |  |
|          | Jean-François Guérini | Union pour Marseille SFIO-CNI-MRP-PRRRS           | 13 830 | 37,92 %  | 15 874 | 41,36 %  |  |  |
|          | Félicien Grimaldi     | Rénovation municipale RI-UNR-UDT-CNI dissident    | 6 367  | 17,46 %  | 4 442  | 11,57 %  |  |  |
|          |                       |                                                   |        |          |        |          |  |  |
| Inscrits | Inscrits              | Inscrits                                          | 58 181 | 100,00 % | 58 182 | 100,00 % |  |  |
| Votants  | Votants               | Votants                                           | 38 021 | 65,35 %  | 39 232 | 67,43 %  |  |  |
| Exprimés | Exprimés              | Exprimés                                          | 36 468 | 62,68 %  | 38 380 | 65,97 %  |  |  |

### IIIesecteur (6eet7earrondissements)
|          | Gaston Defferre      | Union pour Marseille SFIO-CNI-MRP-PRRRS           | 18 053 | 41,16 %  | 22 717 | 50,58 %  |  |  |
|          | Jean Blanc du Collet | Union des forces démocratiques SFIO dissident-PCF | 10 621 | 24,21 %  | 11 370 | 25,32 %  |  |  |
|          | Joseph Comiti        | Rénovation municipale UNR-UDT-RI-CNI dissident    | 10 478 | 23,89 %  | 10 095 | 22,48 %  |  |  |
|          | Gabriel Domenech     | Rassemblement démocratique et national            | 4 666  | 10,64 %  | 732    | 1,63 %   |  |  |
|          | Henry Moreau         | Union nationale pour le progrès social            | 46     | 0,10 %   |        |          |  |  |
|          |                      |                                                   |        |          |        |          |  |  |
| Inscrits | Inscrits             | Inscrits                                          | 68 538 | 100,00 % | 68 547 | 100,00 % |  |  |
| Votants  | Votants              | Votants                                           | 45 283 | 66,07 %  | 46 017 | 67,13 %  |  |  |
| Exprimés | Exprimés             | Exprimés                                          | 43 864 | 64,00 %  | 44 914 | 65,52 %  |  |  |

### IVesecteur (8eet9earrondissements)
|          | Daniel Matalon               | Union des forces démocratiques SFIO dissident-PCF | 12 892 | 34,36 %  | 15 914  | 44,85 %  |  |  |
|          | Étienne Girbal               | Union pour Marseille CNI-SFIO-MRP-PRRRS           | 12 704 | 33,86 %  | 19 472  | 54,88 %  |  |  |
|          | Francis Ripert               | Rénovation municipale RI-UNR-UDT-CNI dissident    | 6 270  | 16,71 %  | Retrait | Retrait  |  |  |
|          | Jean-Dominique Marcotorchino | Rassemblement démocratique et national            | 5 652  | 15,06 %  | 97      | 0,27 %   |  |  |
|          |                              |                                                   |        |          |         |          |  |  |
| Inscrits | Inscrits                     | Inscrits                                          | 55 849 | 100,00 % | 55 847  | 100,00 % |  |  |
| Votants  | Votants                      | Votants                                           | 38 446 | 68,84 %  | 38 344  | 68,66 %  |  |  |
| Exprimés | Exprimés                     | Exprimés                                          | 37 518 | 67,18 %  | 35 483  | 63,54 %  |  |  |

### Vesecteur (5eet10earrondissements)
|          | Marius Massias          | Union des forces démocratiques SFIO dissident-PCF | 14 394 | 39,83 %  | 16 812 | 45,41 %  |  |  |
|          | Irma Rapuzzi            | Union pour Marseille SFIO-CNI-MRP-PRRRS           | 11 812 | 32,69 %  | 15 560 | 42,03 %  |  |  |
|          | Pierre Marquand-Gairard | Rénovation municipale UNR-UDT-RI-CNI dissident    | 4 556  | 12,61 %  | 4 652  | 12,56 %  |  |  |
|          | Charles Montaldi        | Rassemblement démocratique et national            | 3 059  | 8,47 %   |        |          |  |  |
|          | Maurice Gastal          | Liste gaulliste de progrès social et municipal    | 2 316  | 6,41 %   |        |          |  |  |
|          |                         |                                                   |        |          |        |          |  |  |
| Inscrits | Inscrits                | Inscrits                                          | 54 439 | 100,00 % | 54 445 | 100,00 % |  |  |
| Votants  | Votants                 | Votants                                           | 37 238 | 68,40 %  | 38 002 | 69,80 %  |  |  |
| Exprimés | Exprimés                | Exprimés                                          | 36 137 | 66,38 %  | 37 024 | 68,00 %  |  |  |

### VIesecteur (11eet12earrondissements)
|          | Francis Leenhardt | Union pour Marseille SFIO-CNI-MRP-PRRRS           | 10 416 | 41,27 %  | 12 313 | 46,41 %  |  |  |
|          | Roger Giana       | Union des forces démocratiques PCF-SFIO dissident | 8 919  | 35,34 %  | 10 142 | 38,23 %  |  |  |
|          | Henri Birri       | Rénovation municipale UNR-UDT-RI-CNI dissident    | 5 901  | 23,38 %  | 4 074  | 15,36 %  |  |  |
|          |                   |                                                   |        |          |        |          |  |  |
| Inscrits | Inscrits          | Inscrits                                          | 39 306 | 100,00 % | 39 306 | 100,00 % |  |  |
| Votants  | Votants           | Votants                                           | 26 614 | 67,71 %  | 27 183 | 69,16 %  |  |  |
| Exprimés | Exprimés          | Exprimés                                          | 25 236 | 64,20 %  | 26 529 | 67,49 %  |  |  |

### VIIesecteur (13eet14earrondissements)
|          | Jean Masse        | Union pour Marseille SFIO-CNI-MRP-PRRRS           | 10 897 | 38,57 %  | 12 830 | 45,05 %  |  |  |
|          | Lucien Molino     | Union des forces démocratiques PCF-SFIO dissident | 10 599 | 37,51 %  | 12 209 | 42,87 %  |  |  |
|          | Fernand Trompette | Rénovation municipale CNI dissident-UNR-UDT-RI    | 4 439  | 15,71 %  | 3 442  | 12,09 %  |  |  |
|          | Louis Remusat     | Rassemblement démocratique et national            | 2 320  | 8,21 %   |        |          |  |  |
|          |                   |                                                   |        |          |        |          |  |  |
| Inscrits | Inscrits          | Inscrits                                          | 41 297 | 100,00 % | 41 299 | 100,00 % |  |  |
| Votants  | Votants           | Votants                                           | 28 983 | 70,18 %  | 29 148 | 70,58 %  |  |  |
| Exprimés | Exprimés          | Exprimés                                          | 28 255 | 68,42 %  | 28 481 | 68,96 %  |  |  |

### VIIIesecteur (15eet16earrondissements)
|          | François Billoux | Union des forces démocratiques PCF-SFIO dissident | 15 294 | 60,18 %  |  |  |
|          | Edmond Decomis   | Union pour Marseille SFIO-CNI-MRP-PRRRS           | 6 861  | 27,00 %  |  |  |
|          | Maurice Régnier  | Rénovation municipale UNR-UDT-RI-CNI dissident    | 3 257  | 12,82 %  |  |  |
|          |                  |                                                   |        |          |  |  |
| Inscrits | Inscrits         | Inscrits                                          | 38 712 | 100,00 % |  |  |
| Votants  | Votants          | Votants                                           | 26 220 | 67,73 %  |  |  |
| Exprimés | Exprimés         | Exprimés                                          | 25 412 | 65,64 %  |  |  |